# Monetazione di Nola
La monetazione di Nola, che fa parte della monetazione della Campania e riguarda la città di Nola, si sviluppa in due fasi: la prima nel primo trentennio del IV secolo a.C. e l'altra nella prima metà del III, dopo la conquista della città da parte dei Romani.

## Contesto storico
Nola era un centro importante, collocato a circa 25 chilometri a nord-est di Neapolis.
Secondo la tradizione la città potrebbe essere stata fondata dagli Ausoni nell'VII secolo a.C., anche se la presenza umana nel territorio è certa fin dall'età paleolitica.
Nel 313 a.C. fu presa dai Romani.

## Contesto monetario
Le monete del primo periodo, collocate agli inizi del IV secolo a.C., sono legate in particolare alla monetazione di Hyria e alla monetazione di Neapolis.
Con le emissioni di entrambe le comunità i legami sono molto stretti, con la condivisione dei conii del dritto.

## Monete
Il tipo ricorrente è una testa di divinità al dritto e un toro androprosopo al rovescio.

### I periodo
La prima fase della monetazione di Nola è da collocare nel periodo 400-385 a.C., con una parziale sovrapposizione temporale con la monetazione di Hyria.
Le monete emesse sono tutti stateri di piede campano, cioè con uno statere di ca. 7,5 grammi, suddiviso in due dracme.
Sono identificabili tre gruppi di monete.
Il primo, catalogato come HN Italy 603 o come Rutter 1-15, presenta al dritto la testa elmata di Atena e al rovescio un toro androprosopo passante. Condivide il conio di dritto con alcune monete emesse a Hyria e catalogate come HN Italy 539 o come Rutter 65 sgg.
L'etnico, in greco, è al rovescio nella forma ΝΩΛΑΙΩΝ, ΝΩΛΑΙΩΙΝ, ΝΙΩΙΑΛΩΝ o altre varianti ancora.
Oltre all'uso degli stessi conii per il dritto, anche il rovescio presenta alcune somiglianze con le monete di Hyria, come l'assenza di un tipo secondario sopra il toro, dove è invece collocato l'etnico.
Il secondo gruppo, catalogato come HN Italy 604 o come Rutter 64, presenta il dritto simile al precedente, mentre sopra al toro nel rovescio c'è una Nike in volo che lo incorona. Il toro inoltre ha la testa ruotata, in modo da presentarsi di faccia.
Questo gruppo, che ha un'unica variante, è considerato un ibrido con il dritto uguale a quello del primo gruppo e il rovescio uguale a quello del terzo. Il conio del dritto è stato usato anche per battere l'unico statere della monetazione di Allifae (HN Italy 459, Rutter 1).
Il terzo gruppo, catalogato come HN Italy 605, presenta al dritto una testa femminile e al rovescio il toro androprosopo con una Nike in volo che lo incorona, uguale a quello del secondo gruppo. La ninfa e il toro possono essere volti sia a destra che a sinistra.

### II periodo
Il secondo periodo è da collocare nella prima metà del III secolo a.C., tra il 300 e il 250 a.C. e prevede due soli tipi di monete: un obolo e una moneta ènea.
L'obolo (HN Italy 606) presenta al dritto la testa di Apollo e al rovescio il toro androprosopo con la Nike in volo. Davanti all'Apollo c'è l'indicazione dell'autorità emittente nella forma ΝΩΛΑΙ.
La moneta di bronzo (HN Italy 607) ha gli stessi tipi dell'obolo.
Le monete riprendono i tipi coniati a Neapolis nello stesso periodo.

## Tesori
Thomson e al. (IGCH) riportano 8 ritrovamenti di tesori con monete di Nola.
| IGCH | Località                            | anno ritrov. | data sepol.         | n° pezzi              | monete di Nola | altre città |
| ---- | ----------------------------------- | ------------ | ------------------- | --------------------- | -------------- | --- |
| 1931 | Lucania                             | 1865         | 330 a.C.            | 26 stateri            | 1 statere      | Hyria, Neapolis, Taras, Heracleia, Metapontum, Thurium, Velia, Croton, Terina |
| 1938 | Calvi Risorta                       | 1959         | 350-300 a.C.        | 156 AR                | 4 stateri AR   | Pitanatae: 1 ob., Allifae: 11 ob., Cumae: 2 st., Hyria: 4 st., Neapolis: 8 st.; 11 fr., Phistelia: 1 st.; 70 ob., Phistelia?: 44 ob. (R/ leone)                                                                     |
| 1967 | Italia meridionale                  | 1969         | c. 280 a.C.         | 133+ stat.            | 1 statere      | Hyria, Neapolis, Nola, Taras, Heracleia, Metapontum, Poseidonia, Thurium, Velia, Caulonia, Croton |
| 1971 | Mesagne                             | 1907         | inizi III sec. a.C. | 137 AR (stat., 1 dr.) | 1 statere      | Neapolis, Taras, Heracleia, Metapontum, Poseidonia, Thurium, Velia, Croton (4 st.; 1 dr.), Locri, Terina, "Pegasi" (Acarnania), Rep. Roman (ROMANO)                                                                 |
| 1977 | Torchiarolo                         | 1926         | c. 270 a.C.         | 1849 AR               | 5 stateri      | Peripolium, Cumae, Hyria, Neapolis, Arpi, Taras, Heracleia, Laus, Metapontum, Poseidonia, Sybaris, Thurium, Velia, Caulonia, Croton, Pandosia, Terina, Pegasi (varie zecche) Rep. Romana (ROMANO) + 42 non identif. |
| 1985 | Benevento (dintorni)                | 1884         | c. 265 a.C.         | 200+ stateri          | 2+ stateri     | Hyria, Neapolis, Taras, Metapontum, Velia, Rep. Roman (ROMANO) |
| 1986 | Pietrabbondante                     | 1899         | 265-260.C.          | 273 AE                | 3              | Aquinum, Aesernia, Cales, Neapolis, Suessa, Teanum, non catalogabili (per lo più Neapolis o Cales), Rep. Romana |
| 2946 | Campo Laurelli, dintorni Campobasso | 1854         | III sec. a.C.       | 86 AR, 13 AE          | 1 AR           | AR: Pitanatae, Allifae, Campania, Hyria, Neapolis, Phistelia, Taras, Metapontum, Poseidonia, Thurium, Velia, Croton, Roma (denrarii). Æ: Arpi, Luceria (aes grave), Teate, non catalogabili, Roma (aes grave, AE)   |

1. ↑  http://nomisma.org/id/igch1931
2. ↑  http://nomisma.org/id/igch1938
3. ↑  http://nomisma.org/id/igch1967
4. ↑  http://nomisma.org/id/igch1971
5. ↑  http://nomisma.org/id/igch1977
6. ↑  http://nomisma.org/id/igch1985
7. ↑  http://nomisma.org/id/igch1986
8. ↑  http://nomisma.org/id/igch2046

## Legende
La legenda principale è costituita dall'etnico, in lingua e alfabeto greci, al genitivo plurale nella forma ΝΩΛΑΙΩΝ (nōlaiōn), con alcune varianti.
Gli eventuali marchi di controllo sono costituiti da lettere o monogrammi.
Nel secondo periodo la legenda è per lo più nella forma ΝΩΛΑΙ (nōlai), con alcune varianti.